# Römerturm (Köln)

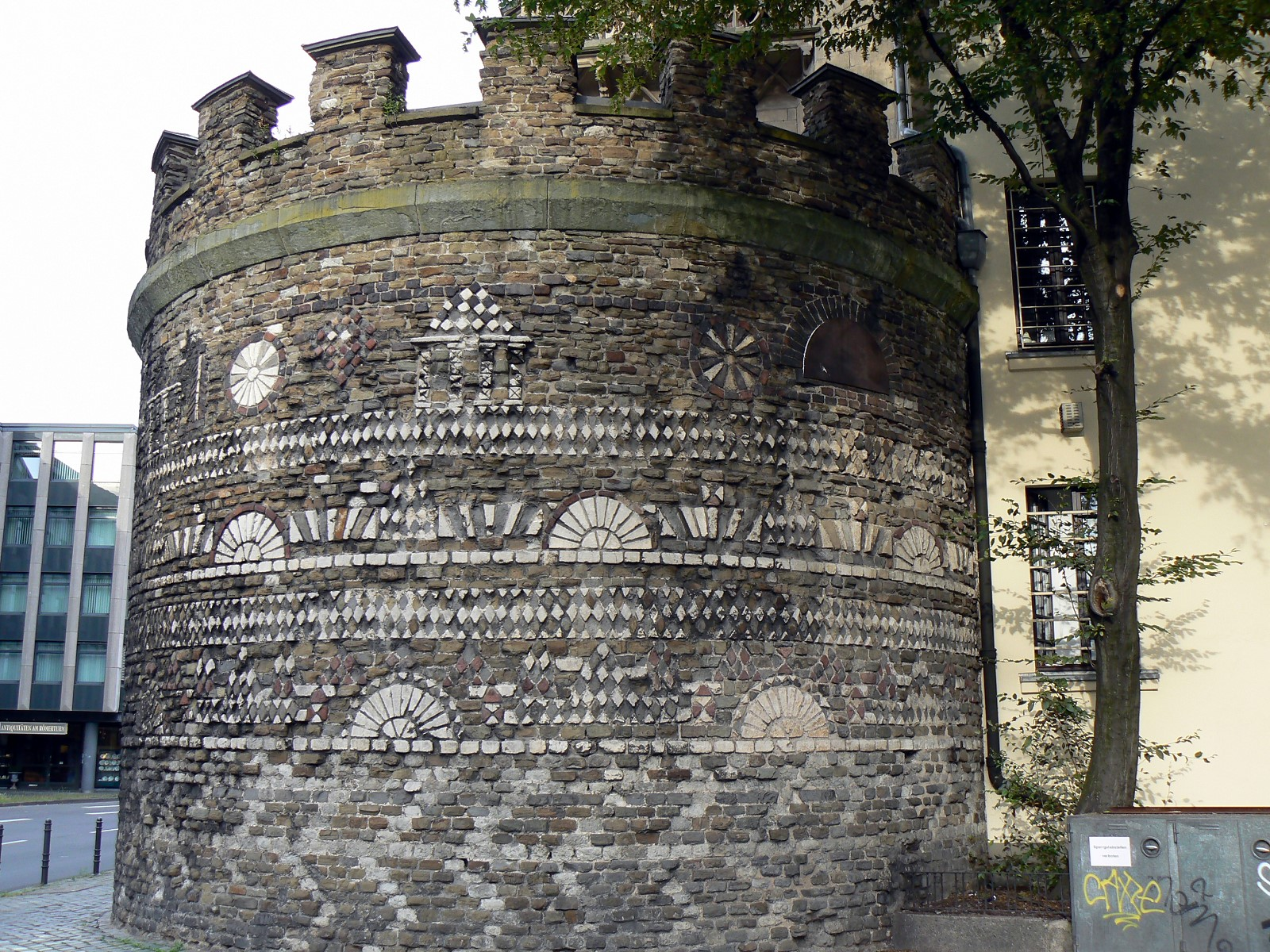
Römerturm, 2007

Der Römerturm ist ein mit Mosaiken verzierter römischer Wachturm der römischen Stadtmauer in der Kölner Altstadt-Nord.

## Lage und Beschreibung
Der Kölner Römerturm liegt in der Innenstadt, ca. 200 Meter vom U-Bahnhof Appellhofplatz und ca. 500 Meter vom Dom entfernt. An der Adresse Zeughausstraße 13 gelegen, ist er der besterhaltene Teil der römischen Stadtbefestigung. Auffallend am Römerturm ist seine reiche ornamentale Ausschmückung mit Hilfe unterschiedlicher Gesteine. Verwendet wurden hierfür weißer Kalkstein, roter Sandstein, grauer Trachyt und dunkle Grauwacke. Auffällig ist dabei zudem, dass sich die mosaikartige Verblendung im unteren von der im oberen Teil des Turms unterscheidet. Der Unterteil reicht bis zur Höhe von 4,50 Meter über dem Boden, der Oberteil ist nochmals 1,25 Meter hoch. Die obere Zone ist offenbar erst nach einer Zerstörung entstanden. Den Turm schließt eine Zinnenkrone ab.

## Geschichte
Kurz nach der Erhebung zur römischen Kolonie Colonia Claudia Ara Agrippinensium (CCAA) begannen die Römer mit dem Bau der neuen, fast vier Kilometer langen Stadtmauer, die mit 19 Türmen und neun Toren versehen wurde. Einer der Türme ist der gut erhaltene Nordwestturm „Römerturm“, erbaut um 50 n. Chr. Er ist der besterhaltene Teil dieser Anlage, etwa 5,50 Meter hoch und an seiner Feldseite mit aufwendigem Natursteinmosaik verziert. Diese Verzierungen dürften jedenfalls in ihrem oberen Bereich in das 3. Jahrhundert gehören. Der Turm war eingefasst von der 1.179,90 Meter langen Westmauer und der Nordmauer (948,90 Meter), die heute beide nur noch fragmentarisch vorhanden sind.

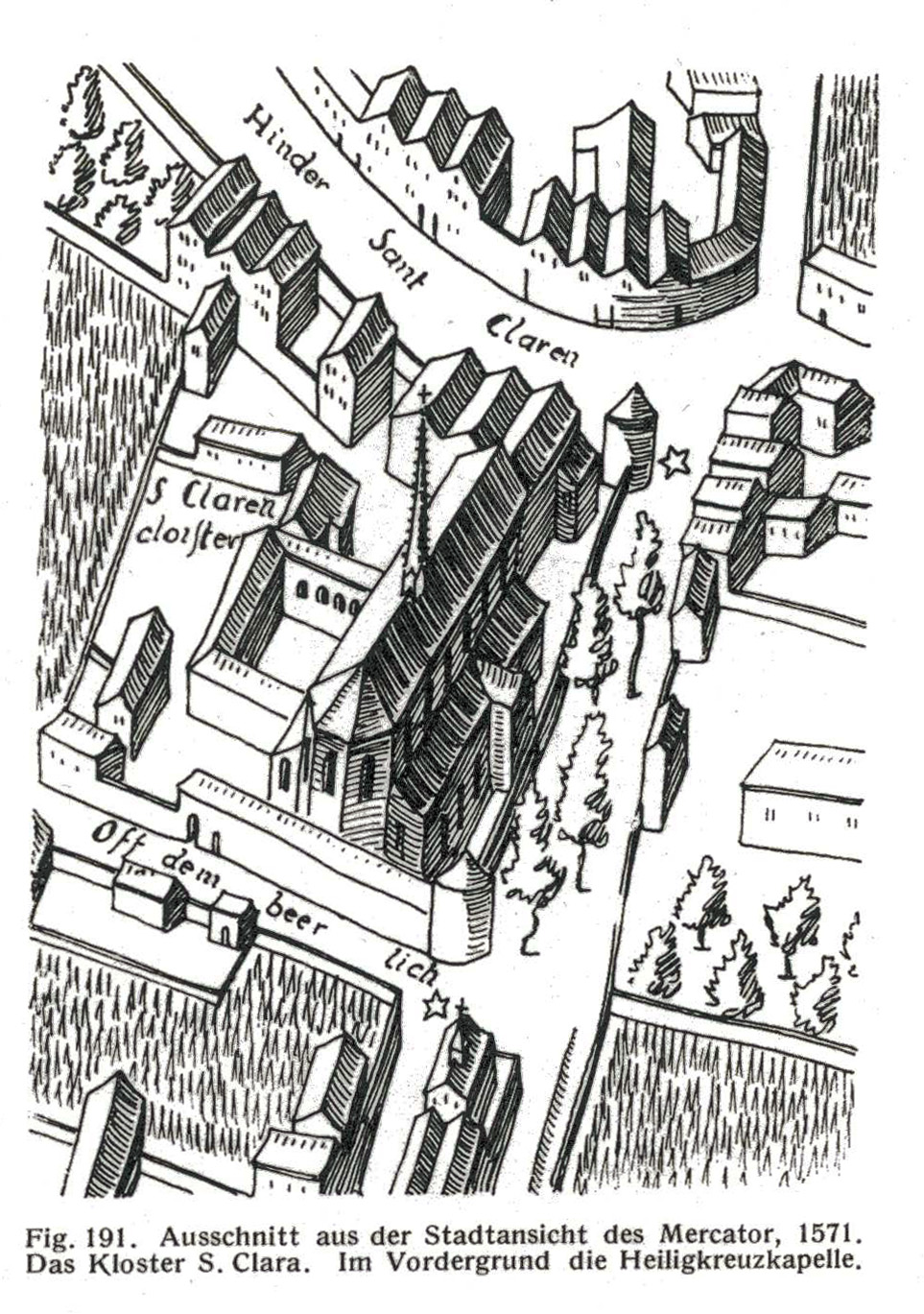
Das Klarissenkloster Sankt Clara mit dem Römerturm auf der Kölner Stadtansicht von 1570 des Arnold Mercator

Ab 1304 begann in Höhe des Römerturms der Bau des Klarissenklosters Sankt Clara, gegründet durch die Gräfin Richardis von Jülich, Gattin des Grundstückseigentümers Graf Wilhelm von Jülich. Die meist adeligen Klosterbewohnerinnen benutzten den Turm als Latrine (lateinisch cloaca).
Der seit Errichtung des Klosters als „Clarenturm“ bezeichnete Römerturm befand sich zwischen 1246 und 1805 im Besitz der Domherren zu Köln. Im Zuge der Säkularisation war er ab 1806 in wechselndem Privatbesitz und hieß wieder Römerturm. Nach der Aufhebung des Klosters im Jahre 1802 wurde das Gelände 1806 verkauft und schließlich Mitte des 19. Jahrhunderts parzelliert und weiterverkauft. Der Römerturm wurde 1833 mit einem den historischen Gegebenheiten nicht entsprechendem Aufbau versehen, was auf dem im Jahre 1836 angefertigten Aquarell des Malers Georg Osterwald gut zu erkennen ist. 1873 kaufte die Stadt Köln für 19.000 Taler den Römerturm, um dadurch eine Privatisierung und den drohenden Abriss zu verhindern. Der durch städtischen Besitz vor der geplanten Niederlegung bewahrte Turm wurde restauriert und ist heute der einzige erhaltene „Römerturm“ der Stadt. Der Kölner Architekt Josef Felten fertigte 1875 einen Horizontalschnitt des Turms an. Die Anbauten wurden wieder entfernt, doch als 1898/1899 das angebaute neugotische Gebäude (Architekt: Carl Moritz; Sitz der Dombauverwaltung von 1904 bis 1948) entstand, wurde die oberste Zone mit den sichtbaren Zinnen ergänzt. Heute ist der seit 1980 denkmalgeschützte Turm wieder in Privatbesitz.

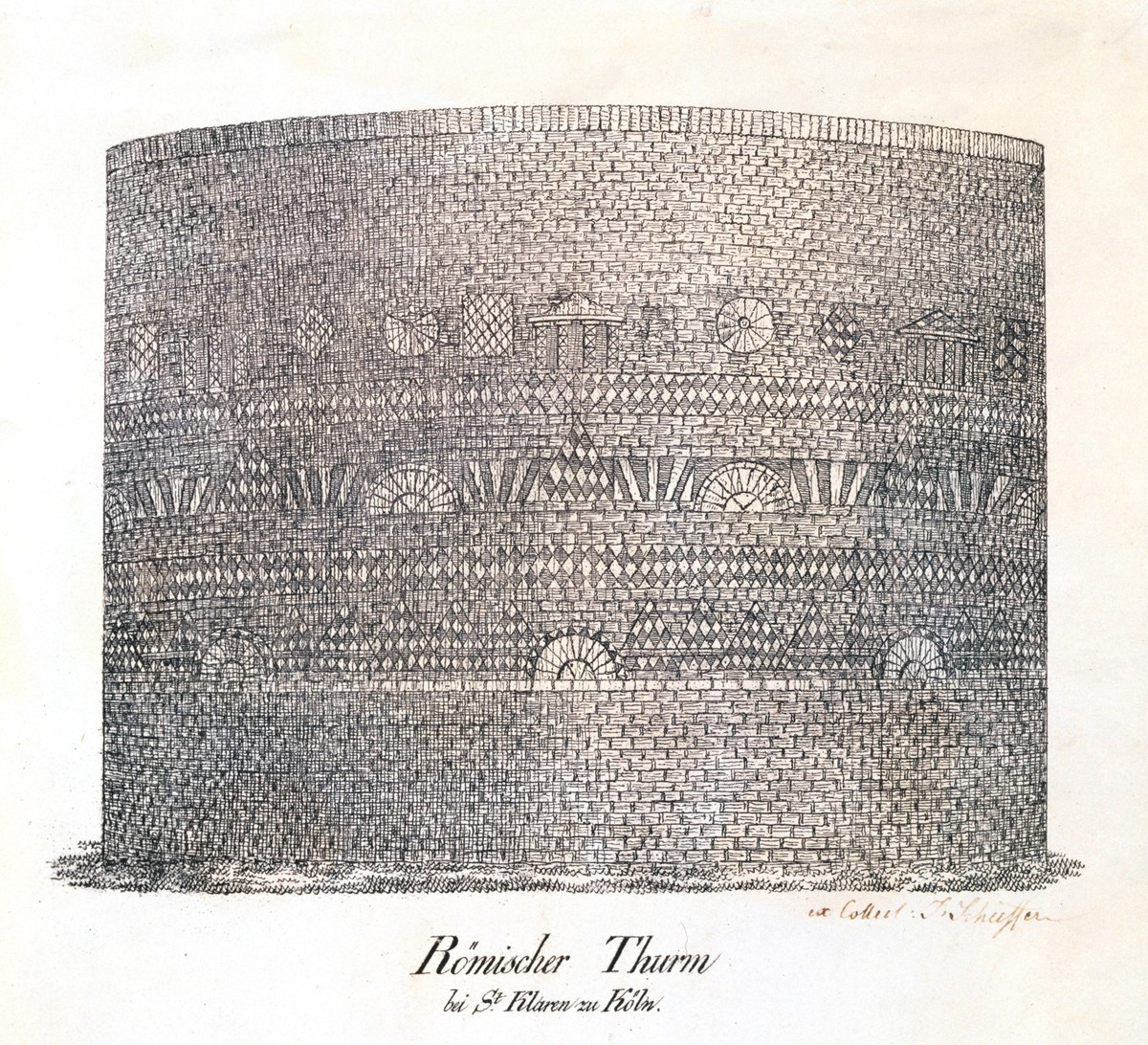
Zeichnung „Römischer Thurm“ (1828)
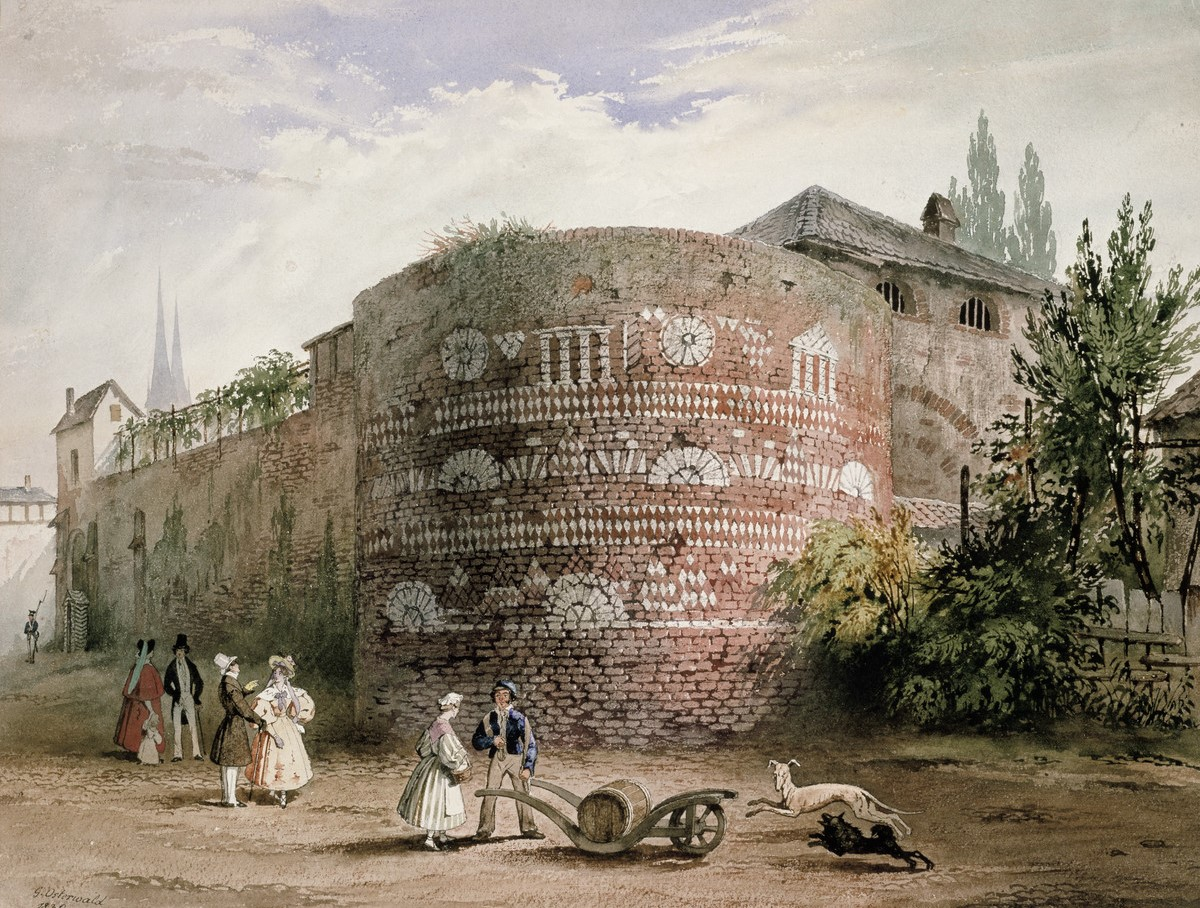
Georg Osterwald – Aquarell mit Klarissenkloster (1836)
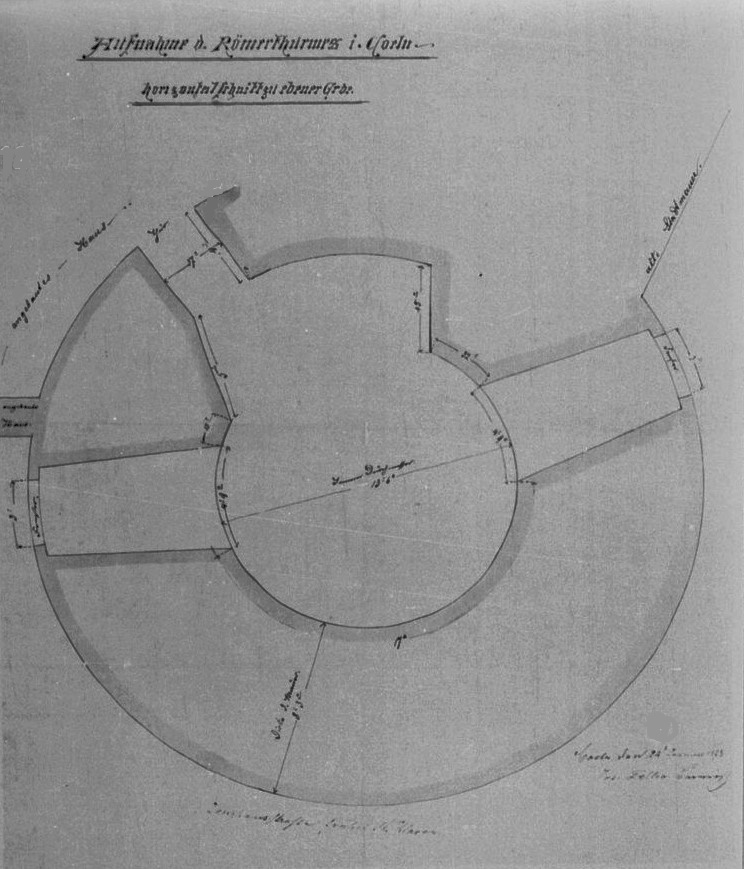
Josef Felten – Horizontalschnitt Römerturm (1875)
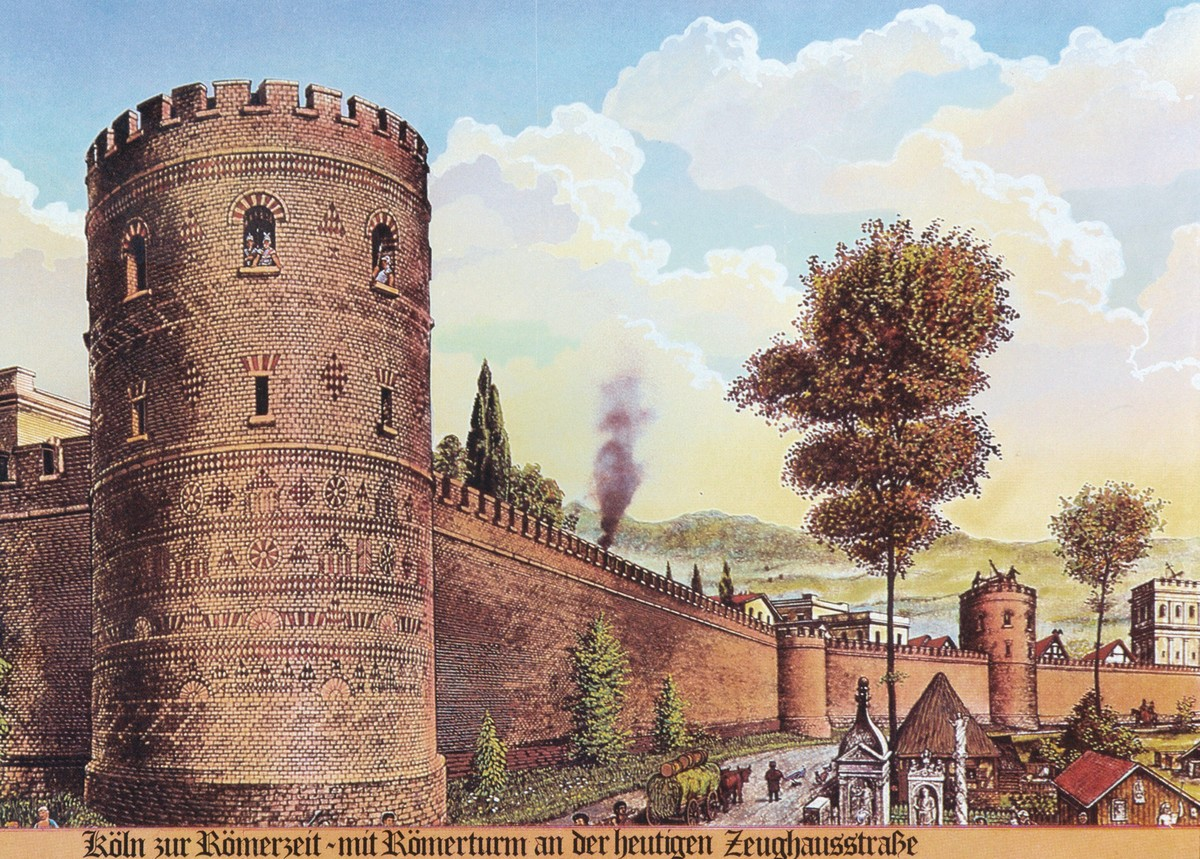
Gemälde vom Römerturm mit Stadtmauer (1920)
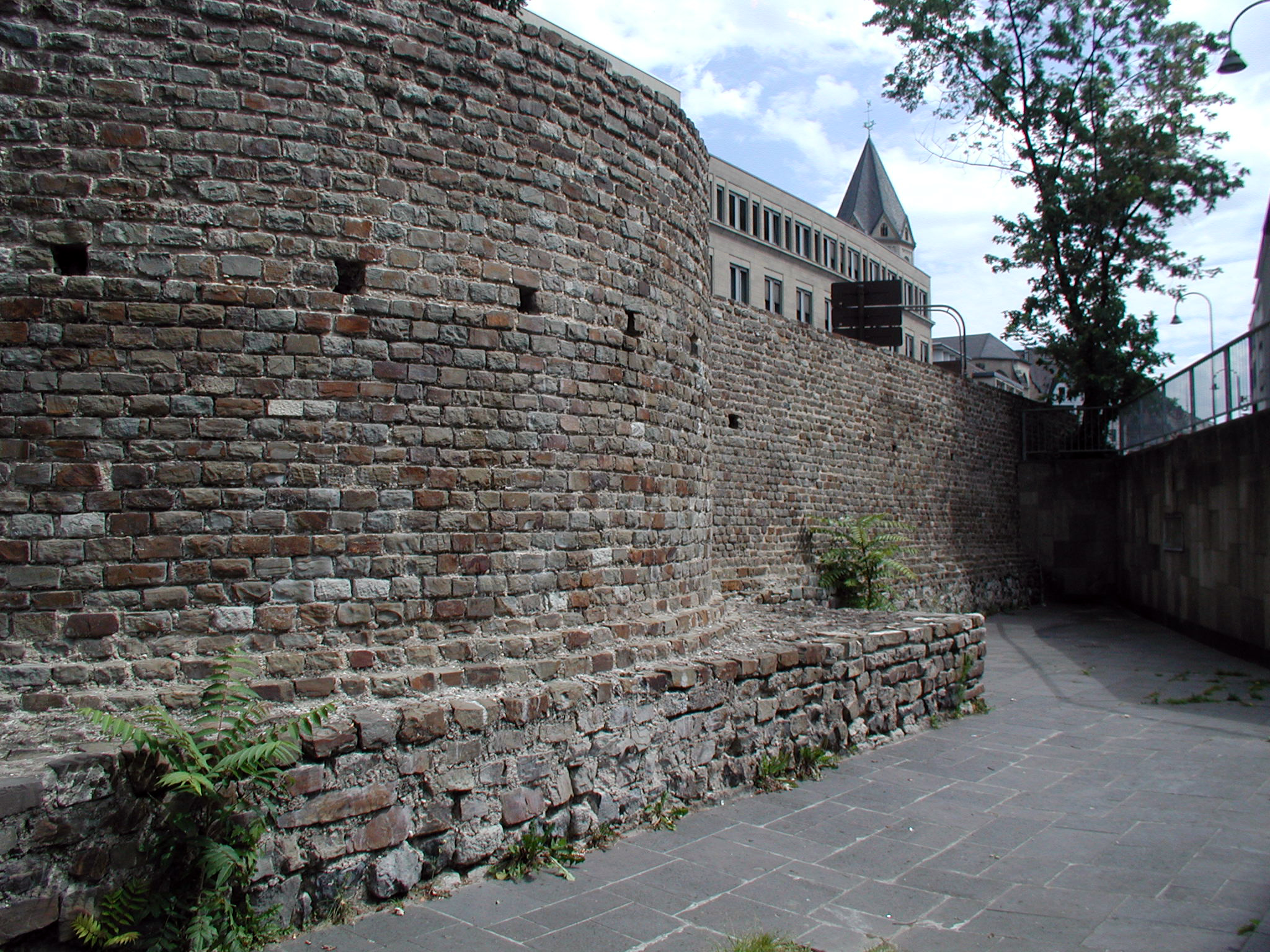
Römische Nordmauer – Reste des Lysolphturmes (Foto: 2007)
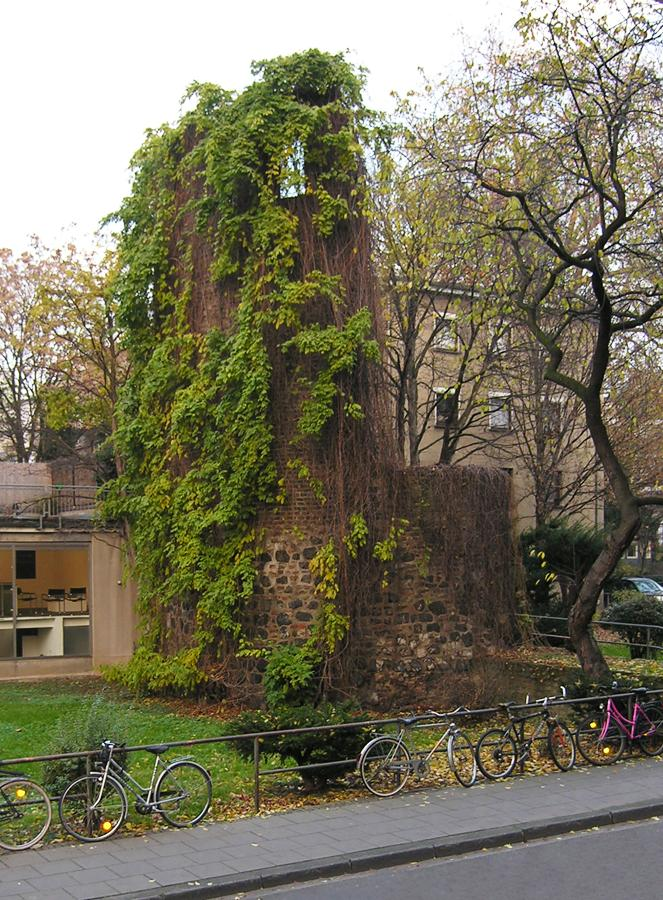
Helenenturm (Foto: undatiert)

Anfang 2020 wurde bei Untersuchungen festgestellt, dass an der Nordseite des Turmes eine Art Blase zwischen Mauerschale und Kernmauerwerk entstanden ist. Mit Hilfe von Spannseilen, Netzbespannung, Gewichten und Gegengewichten wurde die Mauerschale  bis zum Beginn der Sanierung  gesichert.
Zwischen August und November 2022 wurde mit einer Verankerung der äußeren Mauerschale die statisch kritische Ausbauchung gesichert. Der festgestellte Hohlraum zwischen Mauerschale und -kern hatte stellenweise eine Größe von bis zu 16 Zentimetern.
Als Nächstes wird die Gesamtsanierung des Römerturms geplant.

## Weitere Reste von römischen Türmen
- Etwa 100 m weiter südlich steht die Ruine des Helenenturms, eines weiteren, allerdings schmucklosen Turms der römischen Stadtbefestigung an gleichnamiger Straße (Koordinaten).
- Der Lysolphturm bei St. Maria ad Ortum.
- Das Ubiermonument oder „Hafenturm“, welches bis auf das Oppidum Ubiorum zurückgeht.